# Dunovští z Dunovic
Rod Dunovských z Dunovic je starý český šlechtický rod. Rod ze vsi Dunovic podle předávaných rodových zpráv přišel za panování krále Přemysla Otakara I. (tedy někdy počátkem 13. století) do Čech z východního Polska. Tvrz v Dunovicích údajně věnovala polská hraběnka některému z předků Dunovských. Lze téměř s určitostí tvrdit, že osada, ve které vlastnil tento předek tvrz, dostala po něm název Dunovice.
Založení vsi spadá tedy do období kolem roku 1200, což odpovídá historii, kdy se v období tzv. rozvinutého feudalismu ustálila podoba zemědělských usedlostí i jednotlivých obcí, kdy byly přeorganizovány všechny vesnické pozemky.

## Historie rodu
První historicky doložené zprávy pocházejí z roku 1253, kdy v krajině na jih od Písku zabrali Křižovníci s červenou hvězdou dosti velké území, které jim podle potvrzovacího listu ze dne 6. dubna 1253 daroval rytíř Bedřich, maršálek královny Kunhuty, manželky Václava I. Podle tohoto listu jim náleželi vsi Maletice, Selibov, Tálín, bezpochyby od králů – Přemyslovců darované. Kromě toho jim náleželi Humprechtice (nyní Albrechtice), Drahonice, Zdivojovice, Víchovice a také Dunovice.
Existuje přesvědčení, že rod Dunovských musel býti ze svého statku vyhnán nebo z něho utekl. Poprvé někdy v polovině 13. století, kdy se Dunovice staly majetkem Křižovníků s červenou hvězdou, a podruhé ve třicetileté válce, pravděpodobně v letech mezi 1628–1642. Přesto se vždy vrátili, protože jméno Dunovice jistě od jména Dunovských pocházelo.
Další zprávy historicky zaznamenané o Dunovicích jsou z období panování krále Jana Lucemburského. Jan, král český, hrabě lucemburský, padl v boji za Francii proti Angličanům u Crécy (Kresčaku). Dunovský Vincenz z Dunovic sloužil se svým bojovým houfem věrně králi a odebral se do boje ve Francii. Zpět do Čech se nevrátil. Padl se svým králem. Jeho žena zůstala na dvorci v Dunovicích se dvěma syny.
Dle předávaných rodových zpráv byl dávný předek Dunovských držitelem tvrze Knížecí kámen, zvaný též Knížekámen (Knížkamen). Dnes již na vrcholku lesní partie nad Dunovicemi najdeme jen zbytky této tvrze (spíše jen skalní výchoz).
O tom, že předkové rodu Dunovských dobře hospodařili, svědčí nejen udržení gruntu v dobách mimořádně těžkých – třicetiletá válka, doba temna, první a druhá světová válka, ale i období totality (v tomto období byli jako všichni ostatní v JZD, jedinou výjimkou byl chalupník Lipšan) až do dnešních časů, ale dokázali jej i zvelebovat a značně rozšířit.
Je zajímavé, že ves Dunovice byla (alespoň po 30leté válce) rozštěpena mezi 2 panství - Štěkenské a statek Drahonice. Viz berní rula sv. 27 - Štěkenské panství a sv. 28 - Statek Drahonice, kde právě je uveden Šimon Dunovský. Je dobré si povšimnout, že skoro všichni osedlí byli "pohořalí", ves byla válkou prakticky zničena.

## Erb
Od roku 1376, resp. 1454 mají Dunovští v rodovém erbu jelena a na modrém štítu dva zlaté půlměsíce.